# Розбітек (Великопольське воєводство)
Розбітек (пол. Rozbitek) — село в Польщі, у гміні Квільч Мендзиходського повіту Великопольського воєводства.
Населення — 215 осіб (2011).
У 1975-1998 роках село належало до Познанського воєводства.

## Демографія
Демографічна структура станом на 31 березня 2011 року:
|          | Загалом | Допрацездатний вік | Працездатний вік | Постпрацездатний вік |
| -------- | ------- | ------------------ | ---------------- | -------------------- |
| Чоловіки | 116     | 36                 | 71               | 9                    |
| Жінки    | 99      | 22                 | 60               | 17                   |
| Разом    | 215     | 58                 | 131              | 26                   |